# Jan Starostka
Jan Wiktor Starostka (ur. 8 marca 1908 w Wadowicach, zm. 18 stycznia 1976 w Wielkiej Brytanii) – polski duchowny rzymskokatolicki, kapelan Wojska Polskiego.

## Życiorys
Urodził się 8 marca 1908 w Wadowicach. Ukończył gimnazjum z egzaminem dojrzałości w Krakowie. Odbył studia teologiczne na Wydziale Teologicznym Uniwersytetu Jagiellońskiego i na Wydziale Teologicznym Uniwersytetu Jana Kazimierza we Lwowie, uzyskując stopień doktora w zakresie świętej teologii. 19 kwietnia 1932 otrzymał sakrament święceń kapłańskich. Był asystentem na Wydziale Teologicznym UJK. Przed 1939 posługiwał w archidiecezji krakowskiej.
Po wybuchu II wojny światowej przedostał się na Zachód. 6 stycznia 1940 zgłosił się do służby w Wojska Polskiego we Francji jako kapelan rezerwy. Po upadku Francji przedostał się do Wielkiej Brytanii. Tam był kapelanem w 10 Brygadzie Kawalerii Pancernej oraz w Szpitalu Wojskowym nr 2 w Szkocji. 1 marca 1941 został przeniesiony do lotnictwa Polskich Sił Powietrznych w Wielkiej Brytanii i służył w nich do końca wojny w stopniu kapitana (S/Ldr). Miał numer służbowy RAF P-1513. W ramach swojej służby odwiedzał stacje lotnicze na całej wyspie brytyjskiej.
Po zakończeniu wojny i demobilizacji przez wiele lat sprawował opiekę duszpasterską w obozie polskim w Ashby Folville. Był także kapłanem w Huddersfield. Zmarł 18 stycznia 1976. Został pochowany w Egerton.

## Odznaczenie
- Medal Lotniczy – trzykrotnie[2]